# UltraSPARC T2
サン・マイクロシステムズのUltraSPARC T2マイクロプロセッサは、マルチスレッド、マルチコアCPUである。SPARCファミリのメンバーであり、UltraSPARC T1の後継である。このチップは元々コードネーム "Niagara 2"と呼ばれていた。サンは、2007年10月にT2プロセッサを搭載したサーバーの販売を開始した。

## 新機能
T2は、UltraSPARCシリーズのマイクロプロセッサのコモディティ化した派生物であり、インターネットサーバ向けのコンピュータ、ストレージ、ネットワークデバイスを対象としている。 65 nmで製造されプロセッサは、8つのCPUコアがあり、各コアは8つのスレッドを同時処理できる。したがって、プロセッサは最大64の同時スレッドを処理ができる。その他の新機能は次の通りである。 
- 各スレッドのスピードアップにより動作周波数が1.2GHzから1.6 GHzに増加した。
- PCI Expressポート1つ（X8 1.0）だったのが、T1のJBusインターフェースを持つ
- パケット分類とフィルタリングを備えた2つのSun Neptune 10ギガビットイーサネットポート（T2プロセッサに組み込まれている）
- L2キャッシュサイズが3MBから4MB（8バンク、16ウェイアソシアティブ）に増加
- より高いシングルスレッドパフォーマンスを実現するためのスレッドスケジューリングと命令プリフェッチの改善
- コアごとに1つではなく2つの整数ALUがあり、それぞれが4つのスレッドのグループによって共有される
- チップ全体で1つFPUだったのが、コアごとに1つのFPUに増強
- DES、トリプルDES、AES、RC4、SHA1、SHA256、MD5、RSA-2048、ECC、CRC32をそれぞれサポートする8つの暗号化エンジン
- ハードウェア乱数ジェネレータ
- 4つのデュアルチャネルFBDIMMメモリコントローラ

## コアパイプライン
T1は整数演算は6つのステージがあったが、T2には以下の8つのステージがある。
| プロセッサ       | ステージ | ステージ   | ステージ       | ステージ | ステージ | ステージ       | ステージ | ステージ     |
| ---------------- | -------- | ---------- | -------------- | -------- | -------- | -------------- | -------- | ------------ |
| T1のパイプライン | フェッチ | ------->   | スレッドの選択 | デコード | 実行     | メモリアクセス | -------> | ライトバック |
| T2のパイプライン | フェッチ | キャッシュ | スレッドの選択 | デコード | 実行     | メモリアクセス | バイパス | ライトバック |

## 搭載システム
T2プロセッサは、サン、富士通の次の製品に搭載された。
- Sun/Fujitsu/Fujitsu Siemens SPARC Enterprise T5120、T5220サーバ
- Sun Blade T6320サーバーモジュール
- Sun Netra CP3260ブレード
- Sun Netra T5220ラックマウントサーバー

また、サンは、Themis ComputerにT2プロセッサのライセンスを供与した。これを元に、2008年にサン以外で最初のT2ベースのサーバが市場に導入された。
- Themis T2BC Blade Server - IBM BladeCenterシャーシをサポート[2]

## UltraSPARC T2 Plus
2008年4月、サンは、UltraSPARC T2のSMP対応バージョンであるUltraSPARC T2 Plusプロセッサをベースにしたサーバをリリースした。 
サンは、次の変更を加えたUltraSPARC T2 Plusプロセッサをリリースした。
- 2つまたは4つのプロセッサ構成で使用できる機能（マルチプロセッサ機能が可能な最初のCoolThreadsプロセッサ）
- オンチップ組み込み10ギガビットイーサネットコントローラー非搭載

### T2 Plus搭載システム
UltraSPARC T2 Plusプロセッサは、サンと富士通の次の製品に搭載された。
双方向SMPサーバー：
- Sun/Fujitsu/Fujitsu Siemens SPARC Enterprise T5140
- Sun/Fujitsu/Fujitsu Siemens SPARC Enterprise T5240

4-way SMPサーバー：
- Sun/Fujitsu/Fujitsu Siemens SPARC Enterprise T5440

### 計算クラスター
カナダのハイパフォーマンスコンピューティング仮想研究所は、78台のSun SPARC Enterprise T5140サーバーを使用してコンピューティングクラスターを構築した。 2つの1.2 GHzT2 Plusチップが各T5140サーバーに搭載されているクラスターには、10,000近くの計算スレッドがあり、高スループットのワークロードに最適である。 

## 仮想化
T1と同様に、T2は超特権実行モードをサポートする。 SPARCハイパーバイザーはこのモードで実行され、T2システムの場合は64の論理ドメインに分割することができ、双方向SMP T2 Plusシステムの場合は128の論理ドメインに分割できる。各ドメインは、独立したオペレーティングシステムインスタンスを実行できる。

## T1と比較したパフォーマンスの向上
UltraSPARC T2は、以前のUltraSPARCT1プロセッサに比べてさまざまな点でパフォーマンスの向上が行われている。
- 整数スループットとスループット/ワット（2倍以上の改善）
- 整数のシングルスレッドパフォーマンス（1.4倍以上の改善）
- 浮動小数点スループットの向上（10倍以上の改善）
- 浮動小数点シングルスレッドのパフォーマンスの向上（5倍以上の改善）
- 組み込み暗号コアに含まれる追加の暗号化による暗号化のパフォーマンスの向上
- 78.5 SPECint_rate2006と62.3 SPECfp_rate2006というテスト結果を出し、シングルチップSPEC CPUの結果として二つの世界記録を樹立

## 消費電力
T2は、通常のシステム動作中に95ワットを消費し、ピークの消費電力は123ワットに達する。これは、T1からの72ワットから増加している。 サンは、これはチップへのシステム統合の度合いが高いためだと説明している。

## リリース履歴
2006年4月12日、サンはUltraSPARC T2のテープアウトを発表した。  サンは2007年8月7日にT2のリリースを発表し、"世界最速のマイクロプロセッサ" と称した。 
2008年4月9日、サンはUltraSPARC T2 Plusを発表した。

## オープンデザイン
2007年12月11日、サンは、OpenSPARCプロジェクトの中でGNU General Public Licenseの下でUltraSPARC T2プロセッサの設計を公開した。公開内容には次のものが含まれる。
- VerilogのデザインのRTLソースコード
- 検証環境
- 診断テスト
- 設計をシミュレートするために必要なオープンソースツール、スクリプト、およびサン内部ツール
- ISA仕様（UltraSPARCアーキテクチャ2007）
- Solaris 10OSシミュレーションイメージ